# Besleria arborescens
Besleria arborescens är en tvåhjärtbladig växtart som beskrevs av Conrad Vernon Morton. Besleria arborescens ingår i släktet Besleria och familjen Gesneriaceae. Inga underarter finns listade i Catalogue of Life.